# Аллилуев, Сергей Павлович
Серге́й Па́влович Аллилу́ев (16 апреля 1928, Берлин — 10 ноября 2017, Москва) — доктор физико-математических наук, заслуженный профессор Московского физико-техническиго института (кафедра теоретической физики). Член Учёного совета МФТИ.

## Биография
Отец — Аллилуев Павел Сергеевич. Племянник Надежды Аллилуевой — супруги лидера СССР И. В. Сталина.
На кафедре теоретической физики МФТИ работал с 1954 года после окончания аспирантуры физического факультета МГУ. Заведующий кафедрой в 1993—1998 годах.
Основные работы в области квантовой механики и физики элементарных частиц. Учебные пособия: «Квантовая теория сложного атома и квантовая теория излучения», «Введение в теорию симметрии и её применение в физике».
Похоронен на Новодевичьем кладбище рядом с родителями (1 участок).

## Награды
- Орден Трудового Красного Знамени (1986)
- медаль «За доблестный труд» (1970)
- медаль «Ветеран труда» (1985)
- Орден Почёта (2001)

## Учебные пособия
- Аллилуев С. П. Квантовая теория сложного атома и квантовая теория излучения: учеб. пособие для вузов. — М.: МФТИ, 1984. — 81 с. — Библиогр.: с. 79. — 700 экз.
- Аллилуев С. П., Зяблюк К. Н. Избранные вопросы квантовой теории рассеяния: учеб. пособие для вузов. — М.: МФТИ, 2005. — 84 с. — Библиогр.: с. 83. — 200 экз. — ISBN 5-7417-0135-3.
- Аллилуев С. П., Белоусов Ю. М. Введение в теорию симметрии. Применение к физическим задачам: учеб. пособие для вузов. — М.: МФТИ, 2007. — 164 с. — Библиогр.: с. 163. — 300 экз. — ISBN 5-7417-0181-7.
- Аллилуев С. П., Белоусов Ю. М. Введение в теорию симметрии и её применения в физике: учеб. пособие для вузов. — М.: МФТИ, 1998. — 96 с. — Библиогр.: с. 94. — 100 экз. — ISBN 5-7417-0076-4 (в пер.).